# Droits LGBT au Liberia
Les personnes lesbiennes, gays, bisexuelles et transgenres (LGBT) font face au Liberia à des difficultés que ne connaissent pas les citoyens non-LGBT. En effet, l'homosexualité est criminalisée depuis 1978 et peut être passible d'une peine de prison d'un an. 
Les personnes LGBT font face à des détentions arbitraires, de la violence, de la discrimination, une exclusion sociale ainsi qu'un refus des droits de liberté d'association, d'expression et de rassemblement dans un climat hostile à elles. De plus, la représentation dans les médias des personnes LGBT est négative.

## Situation légale
Les sections 14.74 et 14.79 du code pénal libérien datant de 1978 interdisent la "sodomie volontaire". Cette dernière est définie comme toute relation sexuelle dans laquelle les participants ne sont ni homme et femme, ni homme et femme vivant ensemble sans étant mariés. Elle est punie d'une amende ainsi que d'un an d'emprisonnement,.
Cette interdiction des relations homosexuelles est toujours appliquée. De nombreux individus accusés de sodomie ont été arrêtés dans les dernière années, souvent avec une longue période d'incarcération avant le procès. On peut noter le cas d'un homme qui aurait été privé de liberté, sans procès entre 2010 et 2013 après avoir été déplacardé dans les médias.
La section 21.1 de la loi d'association de 1977 permet à toute association sans but lucratif de se former pour toute finalité licite. Mais les associations travaillant avec les personnes LGBT sont interdites, car leurs activités sont considérées comme illégales au Liberia. Par exemple, en novembre 2016 Trans Network of Liberia (TNOL), une association de soutien des personnes trans, a vu son enregistrement comme association interdit par le Liberia Business Registry.
Les articles 2.4 et 2.7 du Decent work Act de 2015 interdisent toutes discriminations dans le cadre du travail ou de la recherche d'emploi, notamment les discriminations relatives à l'identité de genre ou à l'orientation sexuelle. Au vu de l'interdiction de l'homosexualité, l'application dans le monde du travail n'est pas claire.

## Tentatives d'évolution de la législation
En février 2012, deux textes sont proposés au parlement pour élargir la criminalisation de l'homosexualité. Le premier propose de criminalisé la violation de l'interdiction du mariage homosexuel. Tout manquement aurait été considéré comme un crime puni d'un minimum de 10 ans de prison et pouvant aller jusqu'à la peine de mort. Le second propose d'élargir la criminalisation de l'homosexualité à "tout acte qui volontairement susciterait ou tendrait à susciter une excitation pour une personne de même sexe", ainsi qu'à toute promotion de l'homosexualité ou séduction d'une personne de même sexe. Ces propositions de loi ont suscité la préoccupation du Haut-Commissariat des Nations unies aux droits de l'homme, car elles auraient impacté négativement une population déjà vulnérable. La présidente de l'époque et prix Nobel de la paix Ellen Johnson Sirleaf a déclaré en mars 2012 que la société libérienne a certaines valeurs traditionnelles qu'elle souhaiterait préservé. De plus, elle a indiqué qu'elle ne signerait aucune loi dans ce domaine qu'elle quelle soit. Et donc même si l'interdiction du mariage homosexuel a été adoptée par le parlement en juillet 2012, elle n'a jamais été promulgué.